# Mike He
Mike He (Traditionell kinesiska: 賀軍翔; förenklad kinesiska: 贺军翔; pinyin: Hè Jūnxiáng) är en aktiv modell och skådespelare. Han föddes i Taiwan 28 december 1983.

## Karriär
Mike He började sin karriär som modell och på grund av sin attraktiva kropp och sitt vackra utseende vann han omedelbart folkets och företagens hjärtan. Han blev populär från och med första bilden som visades offentligt. Det tog inte lång tid innan musikartister ville att He skulle medverka i deras musikvideor, redan innan han spelade in sin första TV-serie Seventh Grade. Den hade premiär 2004 och He var huvudrollsinnehavare, med Ariel Lin vid sin sida. Ett år senare spelade dessa två in ytterligare en TV-serie tillsammans, Love Contract. Det var också tänkt att de skulle agera tillsammans i TV-serien Devil Beside You, men på grund av personliga tvister ville inte Ariel Lin ställa upp.
Han spelade in ännu en serie under 2003, Say Yes Enterprise: The Graduate, och 2004 hade han som en gästroll i I Love My Wife, avsnitt 14. Under 2004 spelade han som tidigare nämnt också in Love Contract, vilken lockade många tittare, men det var först 2005 som hans skådespeleri blev uppmärksammat av större delar av syd-östra Asien. Rollen som Ahmon i Devil Beside You blev en hit bland alla åskådare. Efter att Ariel Lin tackat nej till rollen som Qi Yue i serien så tog Rainie Yang över platsen. Även Kingone Wang hade en roll i dramat. Denna serie blev en av de högst rankade TV-serierna i Taiwan under 2005. Efter hiten som Ahmon agerade han i serien Express Boy, som inte blev lika uppmärksammad men ändå välkänd bland TV-tittarna. Ett år senare fick han en roll i det romantiska dramat Marry Me!.
Under 2006, strax efter inspelandet av Marry Me! skrev He under ett kontrakt med Hong Kongs största företag inom TV, TVB, och var därmed tillgänglig för TV-serier om företaget efterfrågade hans skådespelartalang. I october samma år spelade han in sitt andra drama med Rainie Yang och Kingone Wang, Why Why Love, en serie som först sågs som en uppföljare till Devil Beside You. Handlingen var dock helt annorlunda och istället formades en helt ny serie.
2007 spelades Bull Fighting in, och He är där en av huvudrollerna. En annan som har en stor roll i serien är Hebe, en taiwanesisk sångerska som är medlem i bandet S.H.E. Under 2008 var He med i en kinesisk serie kallad Wu Jian You Ai.
He har inte bara ett kontrakt med TVB, han uppmärksammades av en mycket känd koreansk skådespelare, Bae Tong Joon, och ett kontrakt skrevs mellan Baes företag och He. Han är fortfarande aktuell som modell, och det jobb han är mest känd för är som modell för ett underklädesföretag. Hans modellbilder har både hyllats och fått mängder av bra recensioner.
He är inte bara modell själv utan har också ställt upp som domare i 2007 års Miss Hong Kongs skönhetstävling, där dömde han momentet "Miss Photogenic". Just nu studerar han turism med hans bästa vänner Joe Cheng och Ethan Ruan Tian på Hsing College i Taiwan.

## Blandade fakta
- He är framför allt känd hos sina kvinnliga fans för de intensiva kyssarna i TV-serierna. Han påstås ha "The Lips". De fem högst rankade skådespelerskorna han kysst i draman är Rainie Yang, Ariel Lin, Angelica Lee, Landy Wen och Liu Zhe Ying.

- Beijing News röstade fram He som en av de "50 most Beautiful People in China".

- Han har en fruktansvärd fobi för ödlor och kräldjur.

- Först vid 16 års ålder träffade han sin första kärlek.

- Hes högsta önskan är att åka jorden runt.

- He är äldst av de tre syskonen i familjen. Han har en lillasyster och en lillebror.

## Deltagande i musikvideor
Mike blev, som tidigare nämnts, snabbt uppskattad för sitt utseende, och detta resulterade i flera medverkanden i olika musikvideor.
- Valen Hsu - 雲且留住
- Angelica Lee - Loved Wrongly (愛錯)
- Elva Hsiao - Love's Password
- Landy Wen - Wish Me Happy Birthday (祝我生日快樂)
- Anson Hu - 胡彥斌 Waiting for you
- Ariel Lin - 林依晨 Lonely Northern Hemisphere
- Fish Leong - 梁静茹 中间
- Tanya Chua - 蔡健雅 Amphibia
- Rainie Yang - Ideal Lover (理想情人)
- Rainie Yang - Just Wanna Love You (只想愛你)
- Rainie Yang - Ai Mei (曖昧)
- S.H.E - How Have You Been Lately

Av dessa tolv musikvideor är sex av dem från olika draman han medverkat i.